# 亀岡涼子
亀岡 涼子（かめおか りょうこ、5月21日 - ）は、大阪府出身の女優・タレント

## 来歴・人物
ドラマ、映画、CM、などの映像を中心として活躍している女優・タレント・モデル。fitfエンターテイメント所属。大阪府出身。5月21日生まれ。
趣味は、映画鑑賞、カラオケ、海外旅行、キックボクシング、料理、食べ歩き、殺陣練習。特技、スノーボード、ボルダリング、バレーボール。資格、介護職員基礎研修を持つ。

## 主な出演作

### 映画・自主映画
- 少年H（娼婦役）
- 魔女の宅急便（新婦友人役）
- ゲノムハザード ある天才科学者の5日間
- 特異なカップル（むつみ役）
- 思考停止（谷口ヒロコ役）
- side show（祐月役）
- ブレスレス（渚役）
- 序曲（百合子役）
- 水槽の脳（秋田恵子役）

### CM
- HONDAcars
- 大町ハウジング
- 三井住友visaギフトカード 気持ちと人がつながる編
- 三井住友visaギフトカード 誕生日に私の好きなもの編
- 大阪王将ぷるもち水餃子鍋　赤ちゃんのほっぺ編
- FANCL
- UCCゴールドブレンド香りの頂き
- 3Mクリスタリン90
- 資生堂ワタシプラス　大阪代表
- カラオケ本舗まねきねこ
- IIJ もしもインターネットがなかったら編
- GODIVAサプライズ編
- ウイルオフ
- 僕のいた時間 スポットCM
- ダイレクトワン

### 広告
- 相鉄不動産
- サンリオピューロランド
- クイーンズ駅伝
- SUUMO
- NTT西日本コンセプトブック
- フジテレビ 女子バレーポスター
- 聖愛園

### 雑誌
- Sabra
- gooバイク
- 月刊De・View

### ラジオ
- エコギャングとりょーちーのちょっと待ちやがれ

### MV
- May.j
- abe gakk

### TV
- 世界の何だコレミステリー
- 全力坂
- パチラックスTV レギュラー
- AKIBAッテキ! 準レギュラー
- 姫君のティアラ
- 突然シンデレラ
- 今夜くらべてみました
- アダムとイヴのホンネ.TV 検証ガールズ
- 修の今でしょ講座
- 所さんの目がテン
- アソビラボ 未来の椅子取りゲーム
- Egirls を真面目に考える会議レギュラー
- 教えてもらう前と後
- TBSプロ野球選手の妻たち（木下雄介の妻役）
- 奇跡体験!アンビリバボー　(トラック運転手妻役)
- DTテレビ
- この差って何ですか?
- ザ!世界仰天ニュース（虐待母親役、蕎麦屋妻役 、鉄拳マネージャー役、看護師役、上司役）
- 林先生が驚く初耳学!（レストラン編 お受験編 住宅ローン編）
- 昭和平成ヒット商品全部見せます（母親役）
- なないろ日和帰省に潜むトラブル（母親役）
- 絶対に笑ってはいけない名探偵24時（女優役）
- ナイナイアンサー（松居一代役）
- 爆報!THEフライデー（吉田沙保里役）
- 不幸美女